# 데이비드 캐럴
데이비드 캐럴(영어: David Carroll, 1950년 7월 30일 ~ 1992년 3월 11일)은 미국의 가수, 배우, 연극 배우, 텔레비전 배우이다.
뉴욕에서 사망하였다.

## 영화
- 호러 오브 워 (2006년)
- 블루 카 (2002년)